# 厦门轨道交通5号线
厦门轨道交通5号线是中华人民共和国福建省厦门市正在规划中的一条城市轨道交通线路，标识色与标示符号尚未披露，路线定位为快线。

## 歷史
轨道5号线已列入厦门市轨道交通线网远景规划中，但国家发改委批复的厦门市轨道交通第二轮（2016~2022）建设规划暂不含轨道5号线。待新一轮轨道交通建设规划编制完成并经国家发改委批复后，方可开展相关线路立项等工作。2024年4月16日，第三期建设规划已完成10项配套专题编制工作，其上报前置条件环评影响报告书已经国家生态环境部评审通过，其中包括5号线工程。